# František Velecký
František Velecký (Zólyom, 1934. március 8. – Pozsony, 2003. november 5.) szlovák színész. Ismert Fero Velecký néven is.

## Életpályája
Eredetileg építőmérnöki diplomát szerzett, később tervezőként dolgozott a pozsonyi Projekt Intézetben. Ipari iskolai tanulmányai ellenére már fiatalon kacérkodott a színészettel. 1960-ban debütált epizódszerepben a Skalní v offsajde című filmben. 1964-ben főszerepet kapott a Každý týždeň sedem dní, 1965-ben Eduard Grečner Nylon-hold című filmjében. 1966-ban játszotta legfontosabb szerepét, Mikolášt, František Vláčil alkotásában a Marketa Lazarová-ban Magda Vášáryová mellett. Két évvel később Velecký a  Zbehovia a pútnici című filmben Juraj Jakubisek rendezőasszisztenseként vett részt.
Az 1980-as években a Špišská Nová Ves Dráma Színház tagja volt, később magyar filmekben és az egykori NDK filmjeiben is fontos szerepeket játszott el. Az 1990-es években művészként művészi szimpóziumokon vett részt.
Élete során Velecký csaknem ötven filmben játszott. A szlovák filmek közül a legismertebb a Prípad pre obhajcu (1964), Stopy na Sitne (1968), Az elmúlt nyár édes játékai (1969), Noc s mačkou (1970), Lázroham (1975), Pacho, hybský zbojník (1975), Talaj nélkül (1977), Na konci diaľnice (1982), Na druhom brehu sloboda (1984), Iná láska (1985), O živej vode (1987), Let asfaltového holuba (1990), Lepšie je byť bohatý a zdravý ako chudobný a chorý (1992). Szerepelt továbbá televíziós filmekben is, mint a Rajský plyn (1970), Plamene (1972), Vrchárska balada (1973), Naši synovia (1974), Smrť chodí po horách (1979), Na baňu klopajú (1980), A cukor (1982), Štúrovci (1991).
A Markéta Lazarová mellett több jelentős cseh filmben is fontos szerepet kapott: Pražské noci (1968), Bajaja herceg (1970), Gyilkosság a Kék Csillagban (1973), Szerelmesek (1973) Na veliké řece (1977).
Magyar filmekben is látható volt: 1969-ben Gyöngyössy Imre Virágvasárnap első játékfilmjében Simon pap szerepében, míg 1974-ben a Szarvassá vált fiúk címűben Bálintként. Utóbbit szintén Gyöngyössy Imre dirigálta Kabay Barnával együtt. 1975-ben Mosolygó szerepét kapta Kardos Ferenc Hajdúk-jában, és szintén ebben az évben részt vállalt a Vivát, Benyovszky! csehszlovák-magyar produkcióban készült minisorozatban, mint Kazimierz Pulaski. Jancsó Miklós két filmjében (Szerelmem, Elektra; Még kér a nép) karakterszerepeket kapott, 1979-ben pedig Hernádi Gyula regényéből készített Az erőd című Szinetár Miklós-filmben Steinbuch-ot alakította.
2003. október 5-én hunyt el Pozsonyban.

## Válogatott filmográfia
| Év   | Eredeti cím                  | Magyar cím                                      | Szerep                       | Rendező                                 | Megjegyzés                        | Jegyzet              |
| ---- | ---------------------------- | ----------------------------------------------- | ---------------------------- | --------------------------------------- | --------------------------------- | -------------------- |
| 2003 | Želary                       | –                                               | Öreg Kutina                  | Ondřej Trojan                           | tévéfilm                          | [ 5 ]                |
| 2000 | Slečna Dušehojivá            | –                                               | Tulák                        | Juraj Nvota                             |                                   | [ 6 ]                |
| 1991 | Let asfaltového holuba       | –                                               | Frano                        | Vlado Balco                             |                                   | [ 7 ]                |
| 1988 | O živej vode                 | –                                               | Schwarzbart                  | Ivan Balaďa                             |                                   | [ 8 ]                |
| 1985 | Iná láska                    | –                                               | Gambler                      | Dušan Trančík                           |                                   | [ 9 ]                |
| 1982 | Cukor                        | A cukor                                         | Clen Gorniakovej             | Stanislav Párnický                      |                                   | [ 10 ]               |
| 1979 | Az erőd                      | Az erőd                                         | Steinbuch                    | Szinetár Miklós                         |                                   | [ 11 ]               |
| 1978 | Príbelská vzbúra Janka Kráľa | –                                               | Majzík                       | Eduard Grečner                          |                                   | [ 12 ]               |
| 1978 | Na veliké řece               | –                                               | Pazour                       | Jan Schmidt                             |                                   | [ 13 ]               |
| 1977 | Bludička                     | Talaj nélkül                                    | Görög munkás Zumbach cégében | Miroslav Horňák                         |                                   | [ 14 ]               |
| 1976 | Pacho, hybský zbojník        | –                                               | Stacho                       | Martin Ťapák                            |                                   | [ 15 ]               |
| 1976 | Horúcka                      | Lázroham                                        | Fényképész                   | Martin Hollý                            |                                   | [ 17 ]               |
| 1975 | Vivát, Benyovszky!           | Vivát, Benyovszky!                              | Kazimierz Pulaski            | Igor Ciel Vladimír Macko Várkonyi Gábor | minisorozat, 4 epizódban          | [ 18 ]               |
| 1975 | Hajdúk                       | Hajdúk                                          | Mosolygó                     | Kardos Ferenc                           |                                   | [ 19 ] [ 20 ] [ 21 ] |
| 1974 | Pätnásť životov              | Tizenöt emberélet                               | Vita                         | Karol Spišák                            | [ Mj. 1 ]                         | [ 22 ]               |
| 1974 | Szerelmem, Elektra           | Szerelmem, Elektra                              | N/A                          | Jancsó Miklós                           |                                   | [ 24 ]               |
| 1974 | Szarvassá vált fiúk          | Szarvassá vált fiúk                             | Bálint                       | Gyöngyössy Imre                         |                                   | [ 25 ]               |
| 1974 | Zločin v Modré hvězdě        | Gyilkosság a Kék Csillagban                     | István Turay, rendőr         | Antonín Kachlík                         |                                   | [ 27 ]               |
| 1973 | Láska                        | Szerelmesek                                     | Petr Brukner, Petr apja      | Karel Kachyňa                           |                                   | [ 29 ]               |
| 1971 | Salut Germain                | –                                               | Második partizán             | Antonín Kachlík                         | televíziós sorozat, két epizódban | [ 30 ]               |
| 1971 | Husaren in Berlin            | –                                               | Cziczery                     | Erwin Stranka                           |                                   | [ 31 ]               |
| 1971 | Książę Bajaja                | Bajaja herceg                                   | Cerny herceg                 | Antonín Kachlík                         |                                   | [ 33 ]               |
| 1969 | Virágvasárnap                | Virágvasárnap                                   | Simon pap                    |                                         |                                   | [ 34 ]               |
| 1969 | Prazske noci                 | –                                               | Fiú lanttal                  | Miloš Makovec                           |                                   | [ 35 ]               |
| 1969 | Stopy na Sitne               | –                                               | Jozo Truska                  | Vladimír Bahna                          |                                   | [ 36 ]               |
| 1969 | Sladké hry minulého léta     | Az elmúlt nyár édes játékai A múlt édes játékai | Rotschild                    | Juraj Herz                              |                                   | [ 39 ]               |
| 1967 | Marketa Lazarová             | Marketa Lazarová                                | Mikoláš                      | Juraj Herz                              |                                   | [ 41 ]               |
| 1966 | Nylonový mesiac              | Nylon-hold                                      | Andrej Bardoň                | Eduard Grečner                          |                                   | [ 42 ]               |
| 1964 | Prípad pre obhájcu           | –                                               | Zolo Macejka                 | Martin Hollý                            |                                   | [ 44 ]               |
| 1964 | Každý týždeň sedem dní       | A hét hét napján                                | Andrej                       | Eduard Grečner                          |                                   | [ 46 ]               |